# Діктіс
Ді́ктіс (грец. Diktys) — онук царя Еола, син Магнета та морської німфи, брат Полідекта, царя острова Серіф, що врятував Данаю з Персеєм. 
Жив як простий рибалка на острові Серіф. Коли до берега прибило скриню з Данаєю та Персеєм, Діктіс витяг її на берег і, відчинивши її, знайшов там Данаю з дитиною. Коли ж Полідект почав домагатися Данаї, Діктіс сховав її у храмі.  
Коли Персей убив Полідекта, показавши йому голову Медузи, він зробив Діктіса царем і той царював на острові Серіф.